# Права ЛГБТ у Данії

Права лесбійок, геїв, бісексуалів і трансгендерів (ЛГБТ) осіб в Данії є одними з найширших у світі. Данія була першою країною, що легалізувала одностатеві шлюби. Хоча Гренландія та Фарерські острови входять до складу Данії, проте ці області мають широку автономію, в тому числі щодо шлюбно-сімейного законодавства. Через консервативність населення закони, що стосуються гендерних питань приймаються місцевими парламентами на декілька років пізніше ніж в Данії загалом.

## Громадська думка
Згідно з опитуванням проведеним у 2006 році визнання одностатевих шлюбів підтримують 69 % данців.
У 2015 році Євробарометр виявив, що 87 % данців вважали, що одностатевий шлюб повинен бути дозволений у всій Європі. Крім того, у цьому ж опитуванні 90 % вважали, що представники ЛГБТ повинні мати такі ж права, що і гетеросексуали, і 88 % погоджуються з тим, що немає нічого поганого в сексуальних стосунках між двома людьми одного статі.
Копенгаген вважається одним із найбільш відкритих міст світу для ЛГБТ спільноти. З 1986 року в ньому проводиться фестиваль ЛГБТ-фільмів MIX Copenhagen, а з 1996 — щорічний Copenhagen Pride.

## Зведена таблиця
| Одностатеві сексуальні стосунки увійшли у зону прав | (у 1933)                                                          |
| Гомосексуальність не вважається хворобою | (з 1981)                                                          |
| Трансгендерна ідентичність не вважається хворобою | (з 2007)                                                          |
| Однаковий вік згоди для сексуальних стосунків | (у 1977 — Данія та Гренландія, з 1988 — Фарерські острови)        |
| Одностатеві шлюби | (з 1989 — Данія, з 1996 — Гренландія, з 2017 — Фарерські острови) |
| Громадські партнерства у релігійних закладах | (З 2012 — Данія, з 2016 — Гренландія) Фарерські острови           |
| Усиновлення дітей | (з 1999 — Данія, з 2009 — Гренландія, з 2017 — Фарерські острови) |
| Штучне запліднення | (З 2006 — Данія та Гренландія) Фарерські острови                  |
| Сурогатне материнство | незаконне, в тому числі для гетеросексуальних пар                 |
| Дозвіл відкрито служити в армії | (З 1978)                                                          |
| Антидискримінаційні закони у всіх сферах сексуальної орієнтації та гендерної ідентичності (включаючи переслідування, віктимізацію, пряму та непряму дискримінацію) | (З 2004 — Данія) Фарерські острови та Гренландія                  |